# 257
Évszázadok: 2. század – 3. század – 4. század
Évtizedek: 200-as évek – 210-es évek – 220-as évek – 230-as évek – 240-es évek – 250-es évek – 260-as évek – 270-es évek – 280-as évek – 290-es évek – 300-as évek
Évek: 252 – 253 – 254 – 255 –  256 – 257 – 258 – 259 – 260 – 261 – 262

## Események

### Római Birodalom
- Valerianus császárt és fiát, Gallienust választják consulnak.
- Valerianus visszafoglalja Antiochiát a perzsáktól.
- Valerianus keresztényellenes rendeletet hoz: a keresztény papoknak és püspököknek száműzetés terhe mellett áldozniuk kell a római isteneknek és megtiltják a keresztények gyülekezését a temetőkben.
- A gótok ismét betörnek Trákiába. Seregük dél felé halad, míg flottájuk a part mentén követi őket. Átvonulnak Kis-Ázsiába, ahol kifosztják Chalcedont, Nicomediát és Nicaeát.
- augusztus 4. Hivatalba lép II. Szixtusz pápa.[1]

### Kína
- Sze-ma Csao, Vej állam régense le akar számolni egyik hadvezérével, Csu-ko Tannal, akiről megtudta, hogy nem az ő, hanem a kiskorú császár, Cao Mao híve. A fővárosba rendeli azzal, hogy miniszterré akarja kinevezni, de Csu-ko Tan gyanút fog és fellázad. Sze-ma Csao gyors akcióval ostrom alá veszi a lázadók fészkét, Soucsun erődjét.

## Születések
- Világosító Szent Gergely, örmény püspök
- Szent Hosius, cordobai püspök
- Sensi Szent Columba, keresztény mártír

## Halálozások
- augusztus 2. – I. István pápa[1]

## Fordítás
- Ez a szócikk részben vagy egészben  a(z)   257 című francia Wikipédia-szócikk ezen változatának fordításán alapul.  Az eredeti cikk szerkesztőit annak laptörténete sorolja fel. Ez a jelzés csupán a megfogalmazás eredetét és a szerzői jogokat jelzi, nem szolgál a cikkben szereplő információk forrásmegjelöléseként.